# Renilla reniformis
Renilla reniformis är en korallart som först beskrevs av Peter Simon Pallas 1766.  Renilla reniformis ingår i släktet Renilla och familjen Renillidae. Inga underarter finns listade i Catalogue of Life.